# Schlossstraße 35 (Korschenbroich)

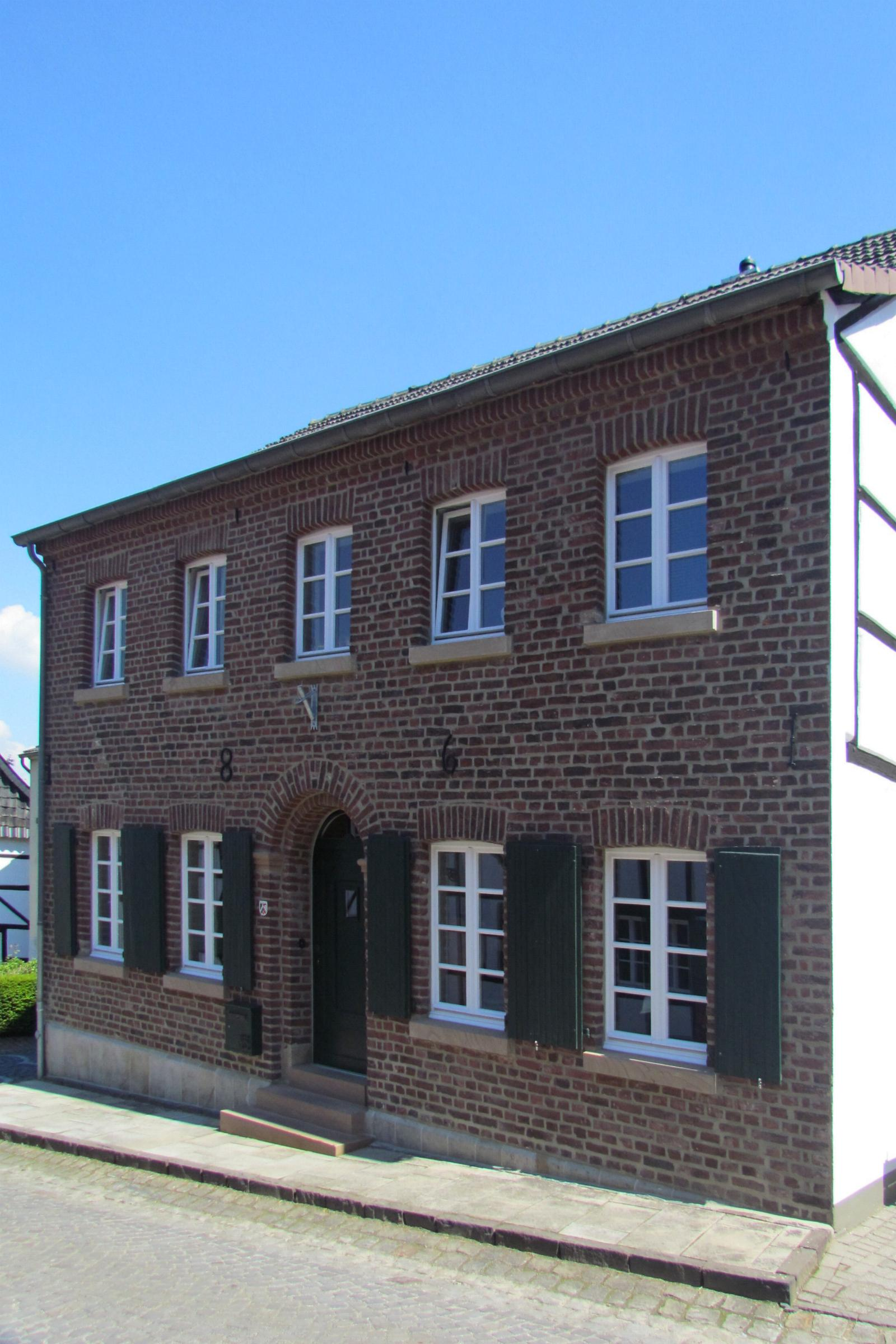
Fachwerkwohnhaus

Das Fachwerkwohnhaus Schlossstraße 35 steht im Stadtteil Liedberg in Korschenbroich im Rhein-Kreis Neuss in Nordrhein-Westfalen.
Das Gebäude wurde 1861 erbaut und unter Nr. 087 am 20. März 1986 in die Liste der Baudenkmäler in Korschenbroich eingetragen.

## Architektur
Es handelt sich um ein zweigeschossiges traufenständiges Fachwerkwohnhaus aus dem Jahre 1861. Das obere Fachwerk ist an beiden Giebelseiten verputzt.